# Fußball-Asienmeisterschaft 2015
Die 16. Fußball-Asienmeisterschaft wurde vom 9. bis zum 31. Januar 2015 in Australien ausgetragen. Der offizielle Name der Veranstaltung lautete AFC Asian Cup 2015. Es traten 16 Nationalmannschaften zunächst in der Gruppenphase in vier Gruppen und danach im K.-o.-System gegeneinander an. Es war die erste Fußball-Asienmeisterschaft der Herren, die nicht auf asiatischem Boden ausgetragen wurde.
Der Gastgeber gewann das Turnier durch einen 2:1-Sieg nach Verlängerung im Finale gegen Südkorea. Er wird somit den asiatischen Verband beim FIFA-Konföderationen-Pokal 2017 in Russland vertreten. Titelverteidiger und Rekordsieger Japan schied bereits im Viertelfinale gegen den späteren Drittplatzierten, die Vereinigten Arabischen Emirate, im Elfmeterschießen aus.
Zum besten Spieler des Turniers wurde der Australier Massimo Luongo gewählt; Torschützenkönig wurde der aus den Vereinigten Arabischen Emiraten stammende Ali Mabkhout, der fünf Tore erzielte.

## Gastgeber
Die Asian Football Confederation (AFC) gab den Gastgeber für das Turnier am 5. Januar 2011 in Doha im Rahmen der dort stattfindenden Fußball-Asienmeisterschaft 2011 bekannt. Australien trug erstmals eine Fußball-Asienmeisterschaft der Herren aus. Zuvor war Australien Gastgeber der Fußball-Asienmeisterschaft der Frauen 2006 sowie bei den Ozeanienmeisterschaften 1998 und 2004 der Herren gewesen.

## Spielstätten
Am 27. März 2013 wurden die Spielstätten bekanntgegeben, demnach wurde das Turnier in den fünf Städten Sydney, Melbourne, Brisbane, Canberra und Newcastle ausgetragen.
Das anlässlich der Olympischen Sommerspiele 2000 erbaute und am 6. März 1999 eröffnete Stadium Australia ist mit einer Kapazität von 84.000 Personen das größte Stadion der Endrunde. Hier wurden insgesamt vier Spiele der Vorrunde und jeweils ein Viertel- und ein Halbfinalspiel sowie das Endspiel ausgetragen.
Das Melbourne Rectangular Stadium ist ein Spielort mit bis zu 30.050 Plätzen und war Austragungsort von fünf weiteren Spielen der Vorrunde, inklusive des Eröffnungsspiels. Weiterhin fand in diesem Stadion eine Viertelfinalpartie statt.
Das Brisbane Stadium in Brisbane hat eine Zuschauerkapazität von 52.500 und war somit nach Sydney der zweitgrößte Austragungsort der Asienmeisterschaft. Hier wurden sieben Partien der Vorrunde und ein Viertelfinalspiel ausgetragen.
Weitere sechs Vorrundenpartien fanden in Canberra statt, das Canberra Stadium bietet 25.011 Zuschauern Platz und war somit das kleinste aller fünf Stadien.
Das Newcastle Stadium in Newcastle bietet 33.000 Zuschauern Platz und war Austragungsort zweier Vorrundenspiele, eines Halbfinals und der Partie um den dritten Platz.
| Brisbane |

| Canberra |

| Melbourne |

| Newcastle |

| Sydney |

| Brisbane |

| Canberra |

| Melbourne |

| Newcastle |

| Sydney |

## Teilnehmer

### Qualifikationsphase
Neben Gastgeber Australien waren auch die besten drei Teams der Asienmeisterschaft 2011 direkt für die Endrunde qualifiziert; da Australien dabei den zweiten Rang belegte, qualifizierten sich nur zwei weitere Mannschaften auf diese Weise. Elf Teilnehmer wurden über die reguläre Qualifikation ermittelt, die beiden weiteren Plätze gingen an die Sieger der AFC Challenge Cups 2012 und 2014.
Die 20 gemeldeten Mannschaften wurden gemäß ihren Resultaten bei der Qualifikation zur Asienmeisterschaft 2011 sowie deren Endrunde platziert. Bei der Auslosung der Qualifikationsgruppen am 9. Oktober 2012 in Melbourne wurden diese auf fünf Gruppen mit jeweils vier Mannschaften verteilt. In Heim- und Auswärtsspielen traten diese zwischen dem 6. Februar 2013 und dem 5. März 2014 gegeneinander an. Die beiden Gruppenbesten qualifizierten sich für die Endrunde, hinzu kam der beste Gruppendritte.

### Auslosung der Endrunde
Die Auslosung der Endrunde fand am 26. März 2014 im Sydney Opera House statt. Die Mannschaften wurden entsprechend ihren Platzierungen in der FIFA-Weltrangliste vom März 2014 auf vier verschiedene Lostöpfe verteilt und in vier verschiedene Gruppen mit jeweils vier Mannschaften gelost. Gastgeber Australien war bereits als Gruppenkopf der Gruppe A gesetzt. Der Gewinner des AFC Challenge Cups 2014 war zu diesem Zeitpunkt noch nicht ermittelt, diesen gewann Palästina im Mai 2014 durch ein 1:0 gegen die Philippinen und qualifizierte sich somit als 16. und letzte Mannschaft für die Asienmeisterschaft.
- Lostopf 1: Australien, Iran, Japan, Usbekistan
- Lostopf 2: Südkorea, Ver. Arab. Emirate, Jordanien, Saudi-Arabien
- Lostopf 3: Oman, China, Katar, Irak
- Lostopf 4: Bahrain, Kuwait, Nordkorea, Palästina

Die Auslosung ergab folgende Gruppeneinteilung:
| Gruppe A   | Gruppe B      | Gruppe C           | Gruppe D  |
| ---------- | ------------- | ------------------ | --------- |
| Australien | Usbekistan    | Iran               | Japan     |
| Südkorea   | Saudi-Arabien | Ver. Arab. Emirate | Jordanien |
| Oman       | China         | Katar              | Irak      |
| Kuwait     | Nordkorea     | Bahrain            | Palästina |

### Entscheidungskriterien für die Gruppenphase
Der Sieger eines Spiels erhielt drei Punkte, bei einem Unentschieden erhielt jede Mannschaft einen Punkt. Die Tabellenplatzierung richtete sich in erster Linie nach der höheren Anzahl der Punkte. Bei Punktgleichheit zweier oder mehrerer Mannschaften entschieden folgende Kriterien in dieser Reihenfolge über die Platzierung:
1. Höhere Anzahl Punkte im direkten Vergleich.
2. Bessere Tordifferenz im direkten Vergleich.
3. Höhere Anzahl der erzielten Tore im direkten Vergleich.
4. Bessere Tordifferenz aus allen Gruppenspielen.
5. Höhere Anzahl der erzielten Tore in allen Gruppenspielen.
6. Elfmeterschießen zwischen den betroffenen Mannschaften, falls diese im letzten Spiel aufeinandertreffen.
7. Besseres Fairplay-Verhalten während der Endrunde.
8. Losentscheid.

## Gruppenphase

### Gruppe A
| Pl. | Land       | Sp. | S | U | N | Tore    | Diff. | Punkte |
| --- | ---------- | --- | - | - | - | ------- | ----- | ------ |
| 1.  | Südkorea   | 3   | 3 | 0 | 0 | 003:000 | +3    | 09     |
| 2.  | Australien | 3   | 2 | 0 | 1 | 008:200 | +6    | 06     |
| 3.  | Oman       | 3   | 1 | 0 | 2 | 001:500 | −4    | 03     |
| 4.  | Kuwait     | 3   | 0 | 0 | 3 | 001:600 | −5    | 0      |

| Fr., 9. Januar 2015, 20:00 Uhr (10:00 Uhr MEZ) in Melbourne  |   |            |           |
| Australien                                                   | – | Kuwait     | 4:1 (2:1) |
| Sa., 10. Januar 2015, 16:00 Uhr (6:00 Uhr MEZ) in Canberra   |   |            |           |
| Südkorea                                                     | – | Oman       | 1:0 (1:0) |
| Di., 13. Januar 2015, 18:00 Uhr (8:00 Uhr MEZ) in Canberra   |   |            |           |
| Kuwait                                                       | – | Südkorea   | 0:1 (0:1) |
| Di., 13. Januar 2015, 20:00 Uhr (10:00 Uhr MEZ) in Sydney    |   |            |           |
| Oman                                                         | – | Australien | 0:4 (0:3) |
| Sa., 17. Januar 2015, 19:00 Uhr (10:00 Uhr MEZ) in Brisbane  |   |            |           |
| Australien                                                   | – | Südkorea   | 0:1 (0:1) |
| Sa., 17. Januar 2015, 20:00 Uhr (10:00 Uhr MEZ) in Newcastle |   |            |           |
| Oman                                                         | – | Kuwait     | 1:0 (0:0) |

### Gruppe B
| Pl. | Land          | Sp. | S | U | N | Tore    | Diff. | Punkte |
| --- | ------------- | --- | - | - | - | ------- | ----- | ------ |
| 1.  | China         | 3   | 3 | 0 | 0 | 005:200 | +3    | 09     |
| 2.  | Usbekistan    | 3   | 2 | 0 | 1 | 005:300 | +2    | 06     |
| 3.  | Saudi-Arabien | 3   | 1 | 0 | 2 | 005:500 | ±0    | 03     |
| 4.  | Nordkorea     | 3   | 0 | 0 | 3 | 002:700 | −5    | 0      |

| Sa., 10. Januar 2015, 18:00 Uhr (8:00 Uhr MEZ) in Sydney     |   |               |           |
| Usbekistan                                                   | – | Nordkorea     | 1:0 (0:0) |
| Sa., 10. Januar 2015, 19:00 Uhr (10:00 Uhr MEZ) in Brisbane  |   |               |           |
| Saudi-Arabien                                                | – | China         | 0:1 (0:0) |
| Mi., 14. Januar 2015, 18:00 Uhr (8:00 Uhr MEZ) in Melbourne  |   |               |           |
| Nordkorea                                                    | – | Saudi-Arabien | 1:4 (1:1) |
| Mi., 14. Januar 2015, 19:00 Uhr (10:00 Uhr MEZ) in Brisbane  |   |               |           |
| China                                                        | – | Usbekistan    | 2:1 (0:1) |
| So., 18. Januar 2015, 20:00 Uhr (10:00 Uhr MEZ) in Melbourne |   |               |           |
| Usbekistan                                                   | – | Saudi-Arabien | 3:1 (1:0) |
| So., 18. Januar 2015, 20:00 Uhr (10:00 Uhr MEZ) in Canberra  |   |               |           |
| China                                                        | – | Nordkorea     | 2:1 (2:0) |

### Gruppe C
| Pl. | Land               | Sp. | S | U | N | Tore    | Diff. | Punkte |
| --- | ------------------ | --- | - | - | - | ------- | ----- | ------ |
| 1.  | Iran               | 3   | 3 | 0 | 0 | 004:000 | +4    | 09     |
| 2.  | Ver. Arab. Emirate | 3   | 2 | 0 | 1 | 006:300 | +3    | 06     |
| 3.  | Bahrain            | 3   | 1 | 0 | 2 | 003:500 | −2    | 03     |
| 4.  | Katar              | 3   | 0 | 0 | 3 | 002:700 | −5    | 0      |

| So., 11. Januar 2015, 18:00 Uhr (8:00 Uhr MEZ) in Canberra   |   |                    |           |
| Ver. Arab. Emirate                                           | – | Katar              | 4:1 (1:1) |
| So., 11. Januar 2015, 20:00 Uhr (10:00 Uhr MEZ) in Melbourne |   |                    |           |
| Iran                                                         | – | Bahrain            | 2:0 (1:0) |
| Do., 15. Januar 2015, 18:00 Uhr (8:00 Uhr MEZ) in Canberra   |   |                    |           |
| Bahrain                                                      | – | Ver. Arab. Emirate | 1:2 (1:1) |
| Do., 15. Januar 2015, 20:00 Uhr (10:00 Uhr MEZ) in Sydney    |   |                    |           |
| Katar                                                        | – | Iran               | 0:1 (0:0) |
| Mo., 19. Januar 2015, 19:00 Uhr (10:00 Uhr MEZ) in Brisbane  |   |                    |           |
| Iran                                                         | – | Ver. Arab. Emirate | 1:0 (0:0) |
| Mo., 19. Januar 2015, 20:00 Uhr (10:00 Uhr MEZ) in Sydney    |   |                    |           |
| Katar                                                        | – | Bahrain            | 1:2 (0:1) |

### Gruppe D
| Pl. | Land      | Sp. | S | U | N | Tore    | Diff. | Punkte |
| --- | --------- | --- | - | - | - | ------- | ----- | ------ |
| 1.  | Japan     | 3   | 3 | 0 | 0 | 007:000 | +7    | 09     |
| 2.  | Irak      | 3   | 2 | 0 | 1 | 003:100 | +2    | 06     |
| 3.  | Jordanien | 3   | 1 | 0 | 2 | 005:400 | +1    | 03     |
| 4.  | Palästina | 3   | 0 | 0 | 3 | 001:110 | −10   | 0      |

| Mo., 12. Januar 2015, 18:00 Uhr (8:00 Uhr MEZ) in Newcastle  |   |           |           |
| Japan                                                        | – | Palästina | 4:0 (3:0) |
| Mo., 12. Januar 2015, 19:00 Uhr (10:00 Uhr MEZ) in Brisbane  |   |           |           |
| Jordanien                                                    | – | Irak      | 0:1 (0:0) |
| Fr., 16. Januar 2015, 18:00 Uhr (8:00 Uhr MEZ) in Melbourne  |   |           |           |
| Palästina                                                    | – | Jordanien | 1:5 (0:3) |
| Fr., 16. Januar 2015, 19:00 Uhr (10:00 Uhr MEZ) in Brisbane  |   |           |           |
| Irak                                                         | – | Japan     | 0:1 (0:1) |
| Di., 20. Januar 2015, 20:00 Uhr (10:00 Uhr MEZ) in Canberra  |   |           |           |
| Irak                                                         | – | Palästina | 2:0 (0:0) |
| Di., 20. Januar 2015, 20:00 Uhr (10:00 Uhr MEZ) in Melbourne |   |           |           |
| Japan                                                        | – | Jordanien | 2:0 (1:0) |

## Finalrunde
Im Viertel- und Halbfinale, im Spiel um Platz 3 und im Finale wurde im K.-o.-System gespielt. Stand es bei den Spielen der Finalrunde nach der regulären Spielzeit von 90 Minuten unentschieden, kam es zur Verlängerung von zweimal 15 Minuten und eventuell (falls immer noch kein Sieger feststand) zum Elfmeterschießen.

### Spielplan
|  | Viertelfinale      | Viertelfinale      |            |                    | Halbfinale       | Halbfinale |  |  | Finale | Finale |
|  |                    |                    |            |                    |                  |            |  |  |        |        |
|  |                    |                    |            |                    |                  |            |  |  |        |        |
|  | Südkorea           | 021                |            |                    |                  |            |  |  |        |        |
|  | Südkorea           | 021                |            |                    |                  |            |  |  |        |        |
|  | Usbekistan         | 0                  |            |                    |                  |            |  |  |        |        |
|  | Usbekistan         | 0                  | Südkorea   | 2                  |                  |            |  |  |        |        |
|  |                    |                    | Südkorea   | 2                  |                  |            |  |  |        |        |
|  |                    | Irak               | 0          |                    |                  |            |  |  |        |        |
|  | Iran               | Irak               | 0          | 3 (6)              |                  |            |  |  |        |        |
|  | Iran               |                    |            | 3 (6)              |                  |            |  |  |        |        |
|  | Irak               | 03 (7)2            |            |                    |                  |            |  |  |        |        |
|  |                    |                    | Südkorea   | 1                  |                  |            |  |  |        |        |
|  |                    |                    |            | Australien         | 021              |            |  |  |        |        |
|  | China              | 0                  |            |                    |                  |            |  |  |        |        |
|  | Australien         | 2                  |            |                    |                  |            |  |  |        |        |
|  | Australien         | 2                  | Australien | 2                  |                  |            |  |  |        |        |
|  |                    |                    | Australien | 2                  | Spiel um Platz 3 |            |  |  |        |        |
|  |                    | Ver. Arab. Emirate | 0          |                    |                  |            |  |  |        |        |
|  | Japan              | Ver. Arab. Emirate | 0          | 1 (4)              | Irak             | 2          |  |  |        |        |
|  | Japan              |                    |            | 1 (4)              | Irak             | 2          |  |  |        |        |
|  | Ver. Arab. Emirate | 01 (5)2            |            | Ver. Arab. Emirate | 3                |            |  |  |        |        |
|  | Ver. Arab. Emirate | 01 (5)2            |            |                    | 3                |            |  |  |        |        |
|  |                    |                    |            |                    |                  |            |  |  |        |        |

1 Sieg nach Verlängerung

2 Sieg im Elfmeterschießen

### Viertelfinale
| Do., 22. Januar 2015, 18:30 Uhr (8:30 Uhr MEZ) in Melbourne |   |                    |                                 |
| Südkorea                                                    | – | Usbekistan         | 2:0 n. V.                       |
| Do., 22. Januar 2015, 20:30 Uhr (11:30 Uhr MEZ) in Brisbane |   |                    |                                 |
| China                                                       | – | Australien         | 0:2 (0:0)                       |
| Fr., 23. Januar 2015, 17:30 Uhr (7:30 Uhr MEZ) in Canberra  |   |                    |                                 |
| Iran                                                        | – | Irak               | 3:3 n. V. (1:1, 1:0), 6:7 i. E. |
| Fr., 23. Januar 2015, 20:30 Uhr (10:30 Uhr MEZ) in Sydney   |   |                    |                                 |
| Japan                                                       | – | Ver. Arab. Emirate | 1:1 n. V. (1:1, 0:1), 4:5 i. E. |

### Halbfinale
| Mo., 26. Januar 2015, 20:00 Uhr (10:00 Uhr MEZ) in Sydney    |   |                    |           |
| Südkorea                                                     | – | Irak               | 2:0 (1:0) |
| Di., 27. Januar 2015, 20:00 Uhr (10:00 Uhr MEZ) in Newcastle |   |                    |           |
| Australien                                                   | – | Ver. Arab. Emirate | 2:0 (2:0) |

### Spiel um Platz 3
| Fr., 30. Januar 2015, 20:00 Uhr (10:00 Uhr MEZ) in Newcastle |   |                    |           |
| Irak                                                         | – | Ver. Arab. Emirate | 2:3 (2:1) |

### Finale
| Sa., 31. Januar 2015, 20:00 Uhr (10:00 Uhr MEZ) in Sydney |   |            |                      |
| Südkorea                                                  | – | Australien | 1:2 n. V. (1:1, 0:1) |

## Beste Torschützen
| Rang | Spieler             | Tore |
| ---- | ------------------- | ---- |
| 1    | Ali Mabkhout        | 5    |
| 2    | Hamza al-Dardour    | 4    |
|      | Ahmed Khalil        | 4    |
| 4    | Tim Cahill          | 3    |
|      | Sun Ke              | 3    |
|      | Keisuke Honda       | 3    |
|      | Mohammad al-Sahlawi | 3    |
|      | Son Heung-min       | 3    |

Hinzu kommen 8 Spieler mit je zwei und 39 Spieler mit je einem Tor sowie zwei Eigentore.

## Schiedsrichter
| Schiedsrichter: - Chris Beath - Ben Williams - Nawaf Shukralla - Alireza Faghani - Ryūji Satō - Abdulrahman Mohammed Abdou - Peter O’Leary - Abdullah al-Hilali - Fahad al-Mirdasi - Kim Jong-hyeok - Ravshan Ermatov - Mohammed Abdullah Hassan Mohammed | Schiedsrichterassistenten: - Matthew Cream - Paul Cetrangolo - Yaser Tulefat - Ebrahim Saleh - Reza Sokhandan - Mohammadreza Abolfazli - Toru Sagara - Toshiyuki Nagi - Taleb al-Marri - Ramzan al-Naemi - Jan-Hendrik Hintz - Mark Rule - Hamad al-Mayahi - Abu Bakar al-Amri - Badr al-Shumrani - Abdulla al-Shalwai - Jeong Hae-Sang - Yoon Kwang-Yeol - Mohamed al-Hammadi - Hasan al-Mahri - Abduhamidullo Rasulov - Bachadyr Kotschkarow |